# Domenico Cimarosa
Domenico Cimarosa (Aversa, Regne de Nàpols, 17 de desembre de 1749 - Venècia, 11 de gener de 1801) fou un compositor clàssic italià, membre de l'escola napolitana, que combinà la seva vasta producció operística, principalment en el camp de l'opera buffa, amb una activa composició de música religiosa i algunes peces instrumentals.

## Joventut i educació musical
Els seus pares eren treballadors, el seu pare era picapedrer i la seva mare rentadora d'un convent de monges. El seu pare es va matar en caure d'una bastida quan Domenico tenia set anys i llavors la mare va anar a viure amb el fill a Nàpols on Domenico va entrar a una escola religiosa dependent d'un monestir de la ciutat. L'organista, el pare Polcano, colpit per la intel·ligència del jove, es va proposar d'ensenyar-li les bases de la música així com de la literatura italiana, antiga i moderna. Gràcies a ell una institució benèfica sufragà els seus estudis al Conservatori de Santa Maria di Loreto (1761) on hi va restar onze anys, estudiant particularment l'obra dels grans músics italians. Piccinni, Sacchini (cant), Fedele Fenaroli (harmonia i contrapunt) i altres bons músics figuren entre els seus professors.

## Primeres òperes
Als 23 anys, es va casar amb Gaetana Pallante, la filla d'una dama que l'havia protegit econòmicament. El mateix any va debutar en la seva carrera de compositor amb una òpera buffa titulada Le stravaganze del conte representada el 1772 al Teatro dei Fiorentini de Nàpols. Aquesta obra va tenir un èxit important i va ser seguida el mateix any per Le Pazzie di Stelladaura e di Zoroastro, una farsa marcada per l'humor i la fantasia que va trobar igualment l'èxit.
L'any següent Cimarosa va tenir encara més èxit amb La finta parigina i el compositor va començar a escalar posicions en la valoració del públic del teatres napolitans, que aviat varen sucumbir per les seves melodies enginyoses i les seves delicades combinacions vocals. El renom del jove compositor es va començar a estendre a tot Itàlia. Fou convidat a Roma (Estats Pontificis) perquè hi produís una òpera per a la temporada teatral d'aquell any i per a l'ocasió va compondre una altra obra còmica L'italiana in Londra.

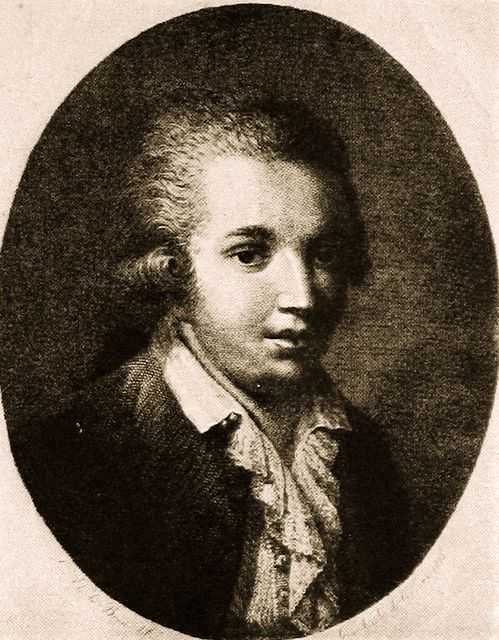
Domenico Cimarosa

Al costat de Piccinni, Paisiello, Guglielmi, Anfossi, Traetta i Insanguine, més grans que ell, Cimarosa s'anava fent un lloc i es guanyava l'afecte pel seu caràcter amable. Aquesta embranzida el portà de seguida a convertir-se en una figura molt popular. El primer èxit internacional fou el 1777 amb l'òpera bufa I tre amanti, que va comportar les primeres invitacions a compondre en altres ciutats europees. El mateix any va escriure Il fanatico per gli antiche romani en la qual va introduir la presència de trios i quartets enmig de l'acció, en comptes d'esperar, com era habitual, al final de l'acte. Dos anys més tard compon L'italiana in Londra, on el compositor va escriure un finale de d'una longitud no habitual. El mateix any una obra seva, L'infedeltà fedele, va inaugurar el nou Teatro del Fondo de Nàpols, i va significar un altre gran èxit internacional.
En aquesta època va romandre un cert temps a Parma donant lliçons de composició. Entre els seus alumnes tingué a Ferdinando Robuschi, que més tard també seria compositor d'òperes. En els anys 1780 la seva popularitat va créixer encara més amb un seguit d'èxits als principals teatres europeus. No totes s'estrenaven a Nàpols, sovint els encàrrecs provenien de Roma, on Cimarosa havia també molt popular i a on finalment es traslladà. D'aquí va passar a Florència, Venècia, Milà, on va estrenar l'òpera bufa I due supposti conti, ossia Lo sposo senza moglie, Torí, i finalment tornà a Nàpols on estrenà entre altres Le trame deluse, que fou molt famosa arreu d'Europa.
El treball d'aquest període és abundant, principalment en òperes, còmiques o serioses, cantates, i d'altres composicions sagrades. Els més notables són Caio Mario, les tres òperes bíbliques Assalone, La Giuditta i Il sacrificio d'Abramo, així com Il convito di pietra i La ballerina amante, una òpera còmica creada a Venècia que va aconseguir un gran èxit.

## Viatge a Rússia

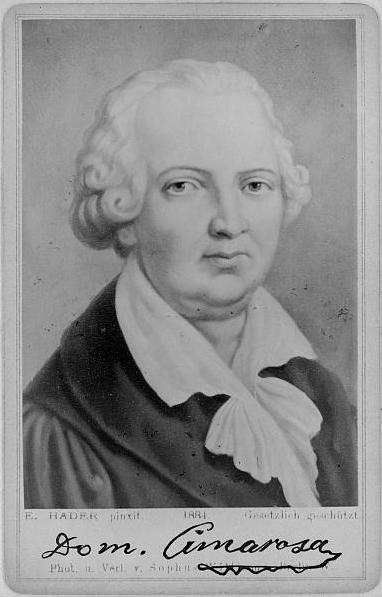
Domenico Cimarosa

El desembre de 1787, Cimarosa i la seva muller Gaetana arriben a Sant Petersburg seguint la invitació de Caterina II. Van ser quatre anys molt productius, però les peces i fins i tot els noms estan perduts. Cimarosa no va aconseguir arrelar gaire a la cort de Caterina II, com si ho va fer el seu antecessor Paisiello o el seu substituït valencià Vicenç Martín i Soler.

## Naixement d'una obra mestra
A la darreria de 1791, Cimarosa abandona Rússia i de camí s'atura a Viena on ara l'emperador és Leopold II. Aquest li ofereix la possibilitat d'escriure una òpera bufa per al teatre de la cort i Cimarosa va acceptar de bon grat. La seva arribada coincideix amb la mort de Mozart. Possiblement devia assistir a alguna representació de La flauta màgica, aleshores encara en cartell. Potser va veure o estudiar la partitura de Così fan tutte en el mateix teatre de la cort. El cert és que l'òpera que Cimarosa va escriure a Viena té algunes traces mozartianes. En aquestes condicions va escriure la seva obra mestra Il matrimonio segreto. En una trama molt simplificada, ens explica la història d'una família burgesa de Bolonya. L'òpera va agradar moltíssim. Una antiga tradició explica que el rei va pagar el sopar a tots els músics i cantants per tal que es repetís la representació aquella mateixa nit. Ensems de compondre també tenia alguns alumnes entre ells l'italià Angelo Maria Benincori.
Il matrimonio segreto va córrer per tot Europa. El 1793, Cimarosa va tornar a Nàpols, on aquesta i altres obres seves van ser aclamades. Entre les composicions que va produir durant aquest últim sojorn napolità ha de ser mencionada Le astuzie femminili.
Aquest període de la seva vida és enfosquit per les intrigues de persones envejoses i hostils, entre les quals les del seu vell rival Giovanni Paisiello. Antimonarquista i favorable a la proclamació de la República Partenopea per les tropes franceses, va ser condemnat a mort, com molts dels seus amics polítics, a la tornada dels Borbons. Gràcies a la intercessió d'admiradors influents, la seva sentència va ser commutada, marxant de Nàpols amb la intenció de tornar a Sant Petersburg. Però la seva salut anava declinant i va morir d'una inflamació intestinal l'11 de gener de 1801 a Venècia. La naturalesa d'aquest mal va fer néixer la remor d'un enverinament, que una declaració oficial va desmentir. Va deixar la darrera de les seves òperes, Artemisia, inacabada.

## Llista d'obres
A continuació es mostra una llista amb algunes de les composicions de Cimarosa ordenades cronològicament:
- Le stravaganze del conte (1772, Nàpols) [Le magie di Merlina e Zoroastro; Le pazzie di Stelladaura e Zoroastro]
- La finta parigina (1773 Nàpols)
- La donna di tutti caratteri (1775, Nàpols)
- I sdegni per amore (1776, Nàpols)
- I matrimoni in ballo (1776, Nàpols)
- La frascatana nobile (1776, Nàpols) [La finta frascatana]
- I tre amanti (1777, Roma) [Le gare degl'amanti]
- Il fanatico per gli antiche romani (1777, Nàpols)
- L'Armida immaginaria (1777, Nàpols)
- Gli amanti comici, o sia La famiglia in scompiglio (1778?, Nàpols) [Il matrimonio in commedia; La famiglia stravagante, ovvero Gli amanti comici]
- Il ritorno di Don Calandrino (1778, Roma) [Armidoro e Laurina]
- Le stravaganze d'amore (1778, Nàpols)
- Il matrimonio per industria (1778?, Nàpols?) [?]
- La contessina (1778 Bolonya) [?] [+ G. Astaritta,] Florian Leopold Gassmann
- Il matrimonio per raggiro (1778/9? Roma?) [La donna bizzarra]
- L'italiana in Londra (1779 Roma) [La virtù premiata]
- L'infedeltà fedele (1779, Nàpols)
- Le donne rivali (1780, Roma) [i cols.]
- Caio Mario (1780, Roma)
- I finti nobili (1780, Nàpols)
- Il falegname (1780, Nàpols) [L'artista]
- L'avviso ai maritati (1780, Nàpols)
- Il capriccio drammatico (1781? Torí) [?]
- Il pittore parigino (1781, Roma) [Le brame deluse]
- Alessandro nell'Indie (1781, Roma)
- L'amante combattuto dalle donne di Punto (1781, Nàpols) [La biondolina; La giardiniera fortunata]
- Giunio Bruto (1781, Vérone)
- Giannina e Bernardone (1781, Venècia) [Il villano geloso]
- Il convito (carn. 1782, Venècia) [Der Schmaus]
- L'amor costante (1782, Roma) [Giulietta ed Armidoro]
- L'eroe cinese (13.8.1782, Nàpols)
- La ballerina amante (1782, Nàpols) [L'amante ridicolo]
- Il morbo campano (1782)
- La Circe (1783, Milà)
- I due baroni di Rocca Azzurra (1783, Roma) [Dve nevesty; I due baroni; La sposa in contrasto; Il barone deluso]
- La villana riconosciuta (1783, Nàpols) [La villanella rapita]
- Oreste (13.8.1783, Nàpols)
- Chi dell'altrui si veste presto si spoglia (1783 Nàpols) [Nina e Martuffo]
- Il vecchio burlato (1783, Venècia) [?]
- I matrimoni impensati (1784, Roma) [La bella greca]
- L'apparenza inganna, o sia La villeggiatura (1784 Nàpols)
- La vanità delusa (1784 Florència) [Il mercato di Malmantile]
- L'Olimpiade (10.7.1784 Vicenza)
- I due supposti conti, ossia Lo sposo senza moglie (1784, Milà) [Lo sposo ridicolo]
- Artaserse (26.12.1784, Torí)
- Il barone burlato (1784, Nàpols) [rev. Il pittor parigino] [+ F. Cipolla]
- Li finti conti (1785, Torí)
- I fratelli papamosche (1785, Torí)
- Le statue parlante (1785, Correggio)
- Il marito disperato (1785, Nàpols) [Il marito geloso; Die bestrafte Eifersucht]
- La donna sempre al suo peggior s'appiglia (1785 Nàpols)
- Il credulo (1786 Nàpols) [La baronessa stramba; Il credulo deluso]
- Le trame deluse (1786, Nàpols) [L'amor contrastato; Li raggiri scoperti]
- L'impresario in angustie (1786 Nàpols) [Die theatralischen Abenteuer]
- La baronessa stramba (1786, Nàpols) [rev. I matrimoni in ballo] [Il credulo]
- Gli amanti alla prova (1786, Nàpols) [?]
- L'impostore punito (1786/7, Torí) [?]
- Volodimiro (1787 Torí)
- Il fanatico burlato (1787 Nàpols) [La burla felice; Der adelsüchtige Bürger]
- La felicità inaspettata (3.1788 Sant Petersburg)
- La vergine del sole (1788? Sant Petersburg)
- La scuffiara (1788) [?]
- La Cleopatra (8.10.1789, Sant Petersburg) [Cleopatra e Marc'Antonio]
- Il matrimonio segreto (7.2.1792, Viena)
- Sophie et Dorval [rev. Il matrimonio segreto]
- Il matrimonio per susurro
- La calamità dei cuori (1792/3, Viena) [?]
- Contrattempi (1793, Bonn) [?]
- Amor rende sagace (1.4.1793, Viena)
- I traci amanti (19.6.1793, Nàpols) [Il padre alla moda, ossia Lo Sbarco di Mustanzir Bassà; Gli turchi amanti; Les amants turcs]
- Le astuzie femminili (26.8.1794, Nàpols)
- La pupilla astuta (1794, Nàpols) [?]
- La serva innamorata (1794, Nàpols) [?]
- Penelope (1795, Nàpols)
- Le nozze in garbuglio (1795, Messine)
- L'impegno superato (1795, Nàpols)
- La finta ammalata (1796, Lisboa)
- I nemici generosi (1796, Roma) [Il duello per complimento]
- Gli Orazi e i Curiazi (1797 Venècia)
- La morte di Assalonne (? Florence, Oratorio) [rev. Gli Orazi ed i Curiazi]
- Achille all'assedio di Troja (1797, Roma)
- L'imprudente fortunato (1797, Roma)
- Artemisia regina di Caria (1797 Nàpols)
- Attilio Regolo (1797, Reggio) [?]
- Le nozze di Lauretta (1797?, Torí) [?]
- L'apprensivo raggirato (1798, Nàpols)
- Il secreto (1798, Torí)
- Semiramide (1799, Nàpols) [?]
- Il conte di bell'amore
- L'arte contro l'arte (carn. 1800, Alexandria)[?]
- Artemisia (carn. 1801, Venècia)
- Il nuovo podestà (spr. 1802, Bolonya) [?]
- Tiro Vespasiano (1821, Lisboa) [?]
- La discordia fortunata
- L'ajo nell'imbarazzo
- Le donne vendicate
- Il cavalier del dente
- La Molinara (inc.) [?]
- 88 sonates per a clavicèmbal